# Tempesta tropical Franklin (2005)
Tempesta tropical Franklin va ser una tempesta tropical sobre l'oest de l'oceà Atlàntic durant el juliol de la temporada d'huracans a l'Atlàntic del 2005. Va ser la sisena tempesta declarada de la temporada i s'apropà dues vegades a la força d'un huracà.
La tempesta es formà sobre les Bahames el 21 de juliol i llavors va avançar en direcció nord erràticament, acostant a les Bermudes el 26 de juliol. Franklin es va convertir transitòriament en una tempesta extratropical prop de terranova el 30 juliol abans de ser absorbida per un sistema frontal allargat. El Centre Nacional d'Huracans tingué dificultats a l'hora de fer les prediccions de la tempesta tropical Franklin principalment per l'efecte de la cisalla del vent. La tempesta només causà efectes menors terra endins i no provocà danys.
Deixà pluges de poca intensitat a Terranova.

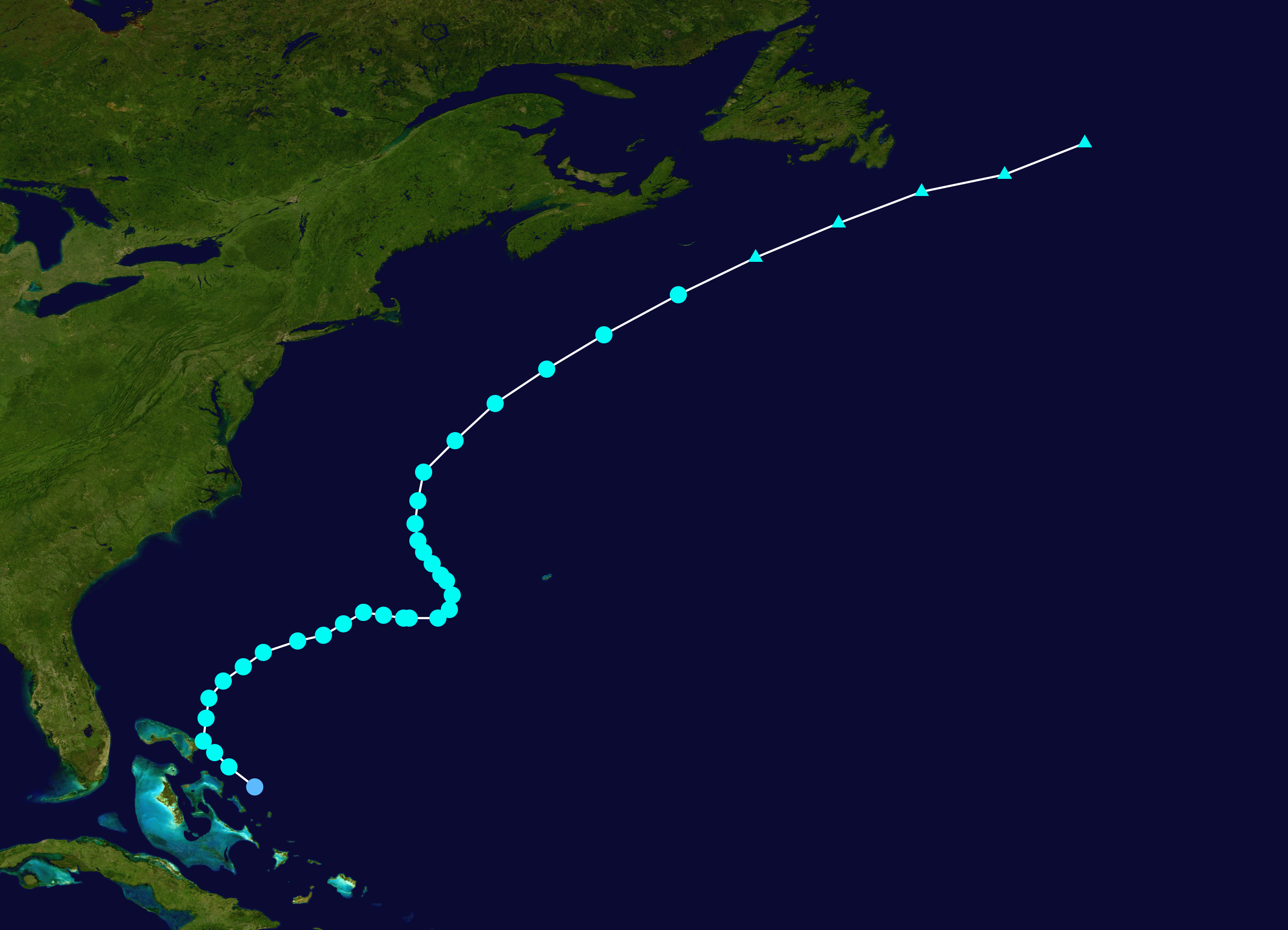
Trajectòria de la tempesta.